# Dagmar Švubová
Dagmar Švubová (* 9. srpna 1958, Nové Město na Moravě), rozená Palečková, podruhé provdaná Hromádková, je bývalá československá běžkyně na lyžích. Je držitelkou stříbrné medaile ze štafetového závodu na Zimních olympijských hrách v Sarajevu roku 1984 (společně s Květou Jeriovou, Gabrielou Svobodovou a Blankou Paulů). Dvakrát startovala na zimní olympiádě (v Lake Placid 1980 a v Sarajevu 1984) a třikrát na mistrovství světa (1978, 1982 a 1985).
Jejím prvním trenérem byl její otec Kvido Paleček (1933–2015), pozdější dlouholetý předseda a jedna z osobností sportovního klubu v Novém Městě na Moravě.
K jejím největším úspěchům v individuálních závodech patří vítězství v závodu Světového poháru 1978 v běhu na 5 km v Oslu a na 10 km ve Falunu. V roce 1979 se stala Královnou bílé stopy. Na mistrovstvích světa dosáhla největšího úspěchu roku 1982, kdy skončila pátá v závodě na 10 km. Je též akademickou mistryní světa v závodě štafet. Na zimní olympiádě startovala poprvé v Lake Placid 1980, kde byla se štafetou čtvrtá a v individuálních závodech se umístila na 13. (na 5 km) a 16. místě (na 10 km). V Sarajevu 1984 se kromě stříbrné štafety zúčastnila i závodu na 5 km (20. místo). Sportovní kariéru ukončila v roce 1986.
Po ukončení kariéry se v roce 1987 vrátila zpátky na Vysočinu a stala se po vzoru matky učitelkou, stejně jako obě její mladší sestry. Nastoupila nejprve na základní školu ve Svratce a pak přestoupila do Křižánek, před odchodem do důchodu učila ve Světnově. Rovněž dělala trenérku v novoměstském lyžařském oddíle, ve Vysočina Areně působí také jako rozhodčí.
Jejím prvním manželem byl lyžař Jiří Švub; má s ním syna Václava Švuba (* 1983), který byl v juniorském věku rovněž v reprezentaci v běhu na lyžích. V druhém manželství se jí narodil syn Martin Hromádka.